# Гліммен
Гліммен (нід. Glimmen) — село в нідерландській провінції Гронінген. Входить до муніципалітету Гронінген.
Його площа становить 4,71км², а населення станом на 2021 рік складало 1 345 осіб.
Перша згадка про населений пункт датується  12-им сторіччям.

## Галерея

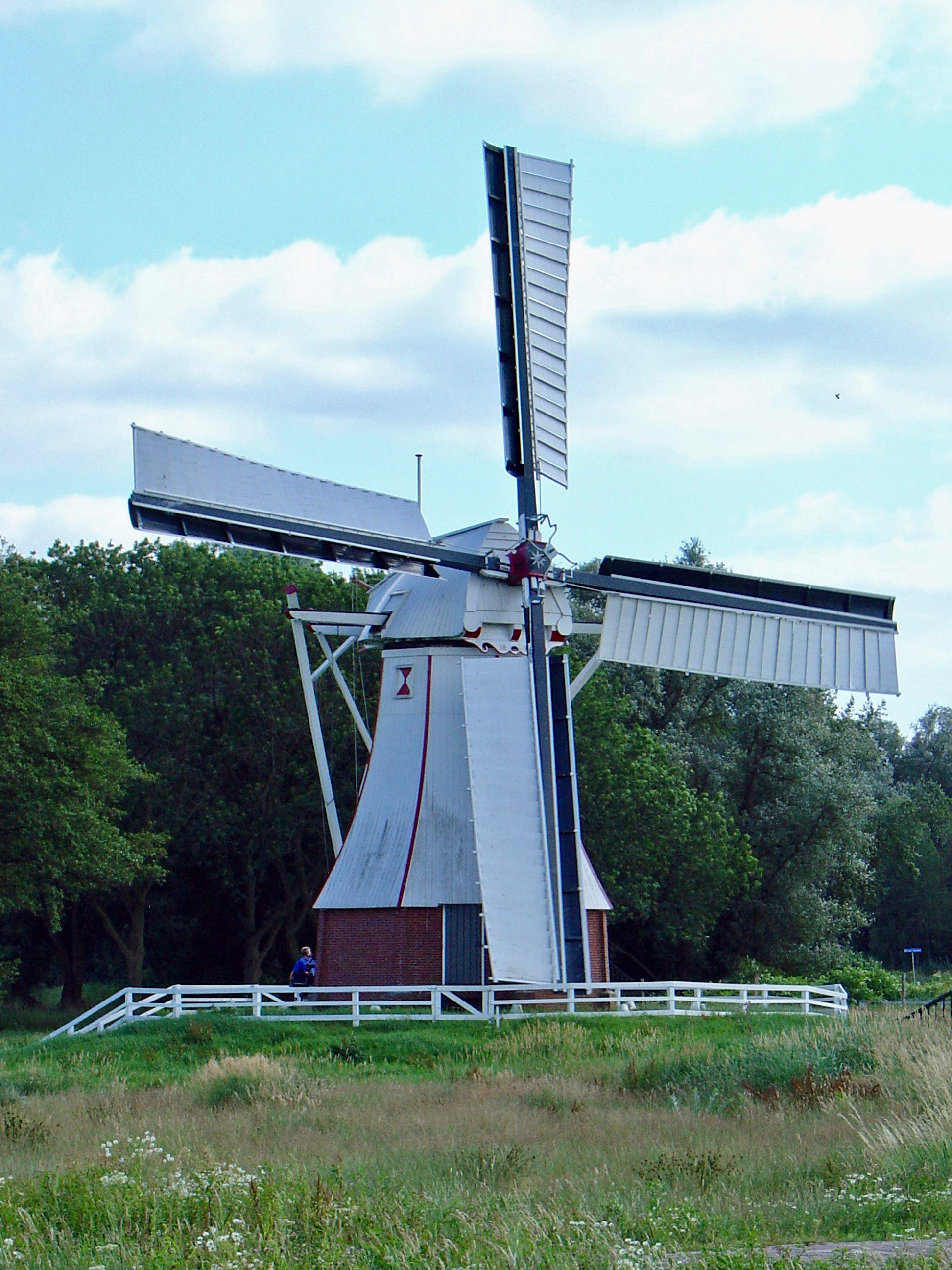
Вітряк De Witte Molen
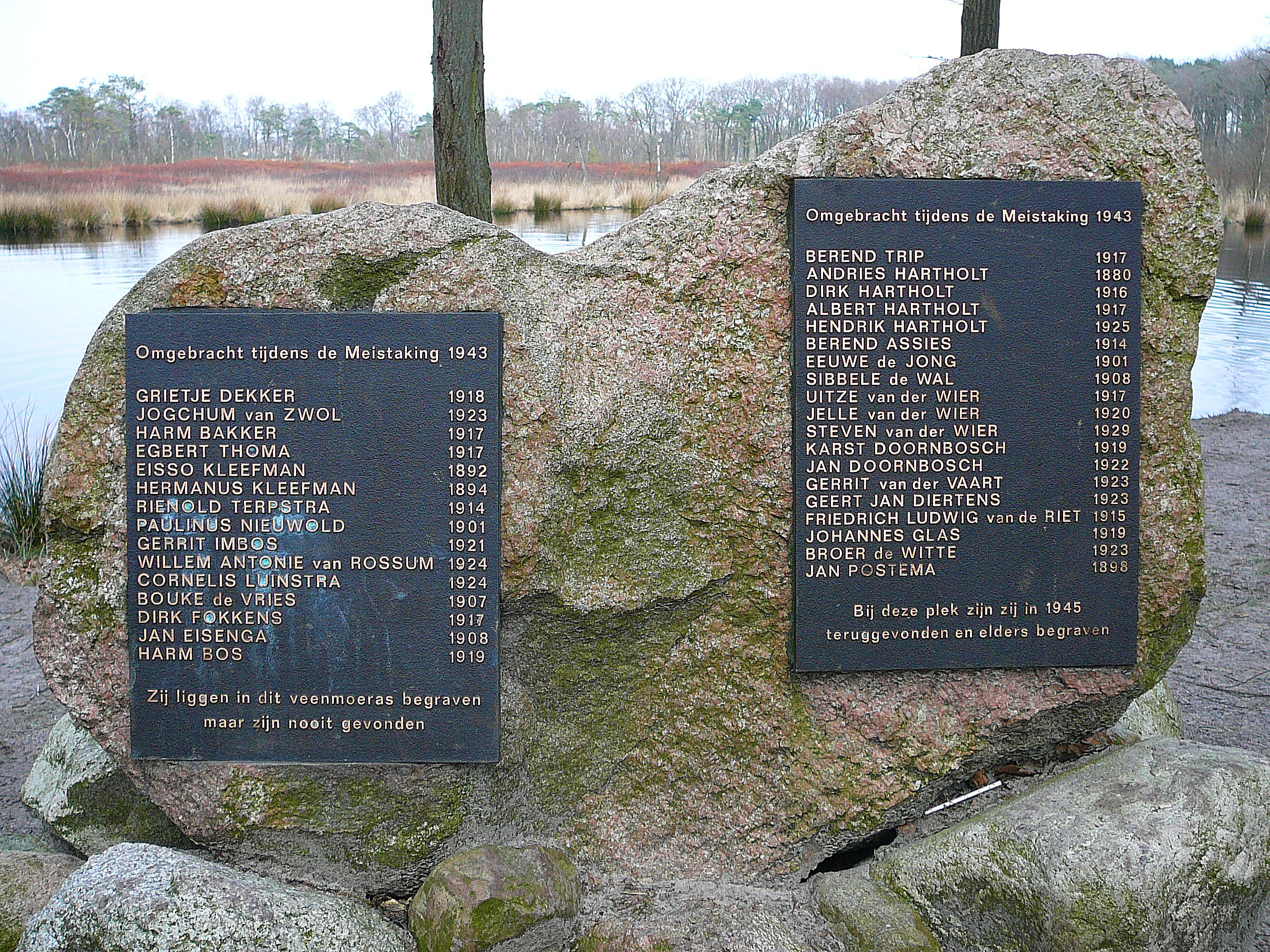
Воєнний монумент
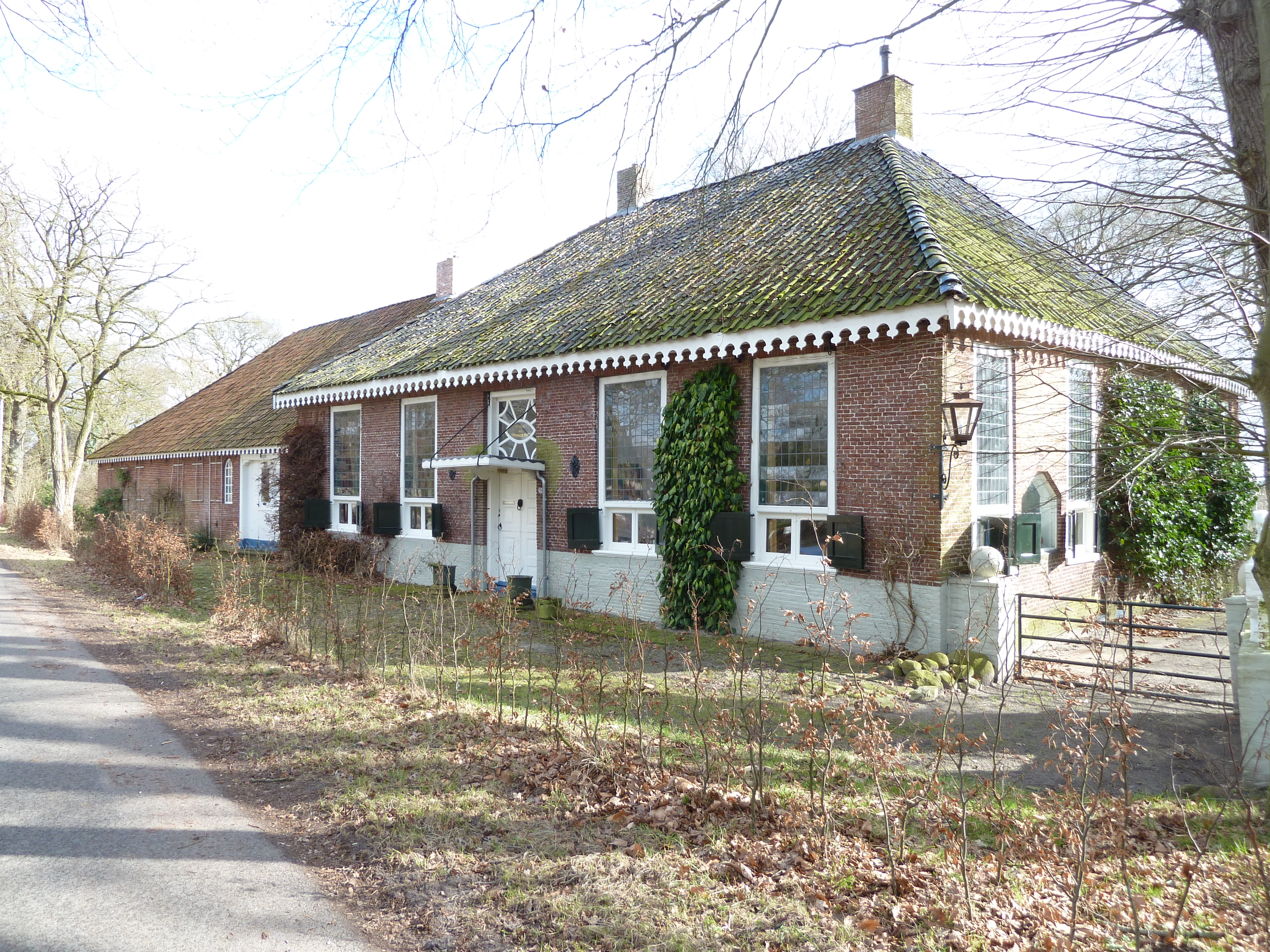
Будівля колишньої паромної переправи
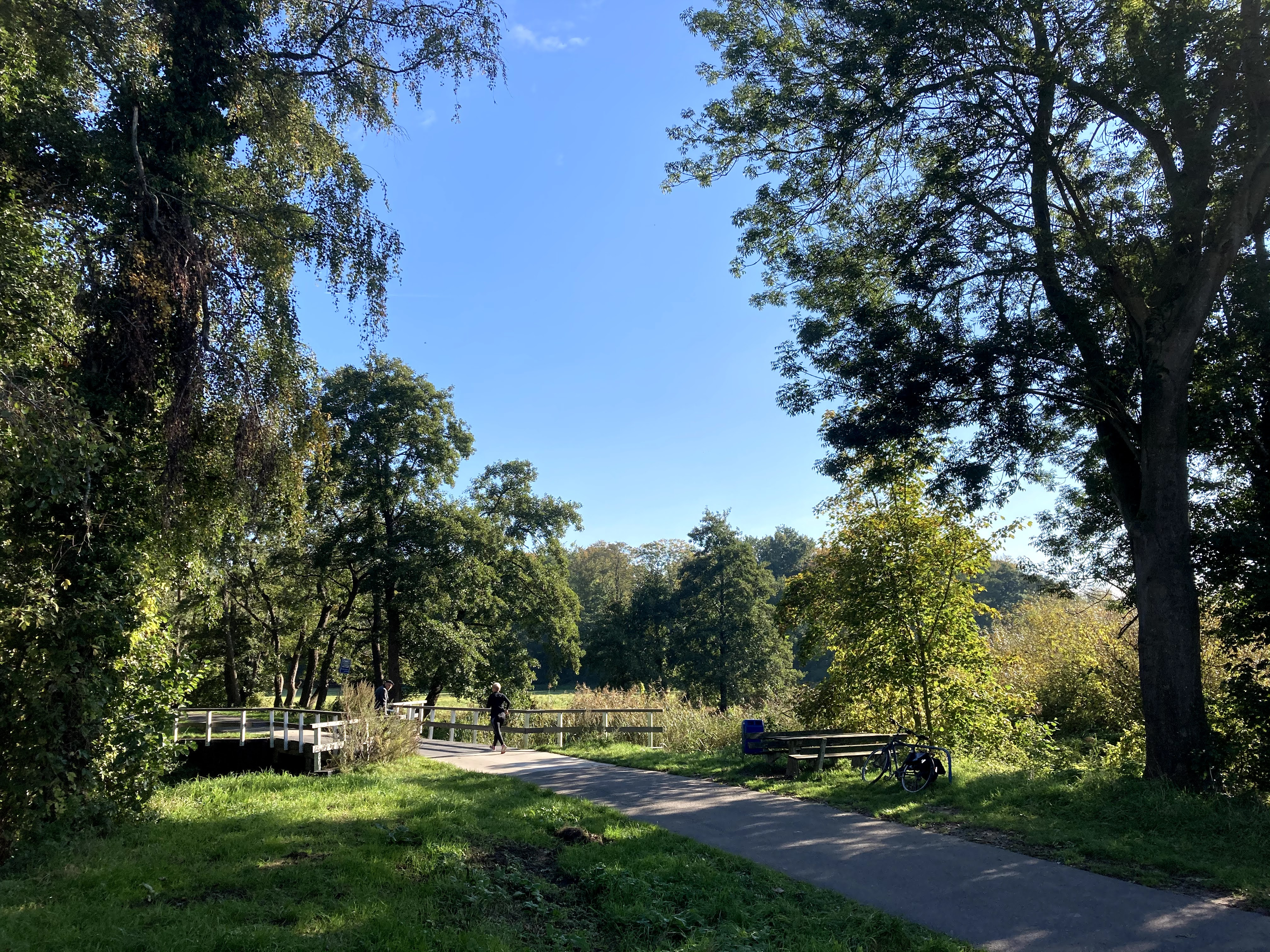